# 1 000 Miles de Sebring 2020
Navigation
Édition précédente Édition suivante
La course des 1 000 Miles de Sebring 2020 est la 2e édition de cette épreuve et la 6e manche du calendrier du Championnat du monde d'endurance FIA 2019-2020. Elle devait avoir lieu du 18 mars 2020 au 20 mars 2020 dans le cadre des 12 Heures de Sebring mais a été annulée en raison de la pandémie de Covid-19.